# Jüdische Gemeinde Telč

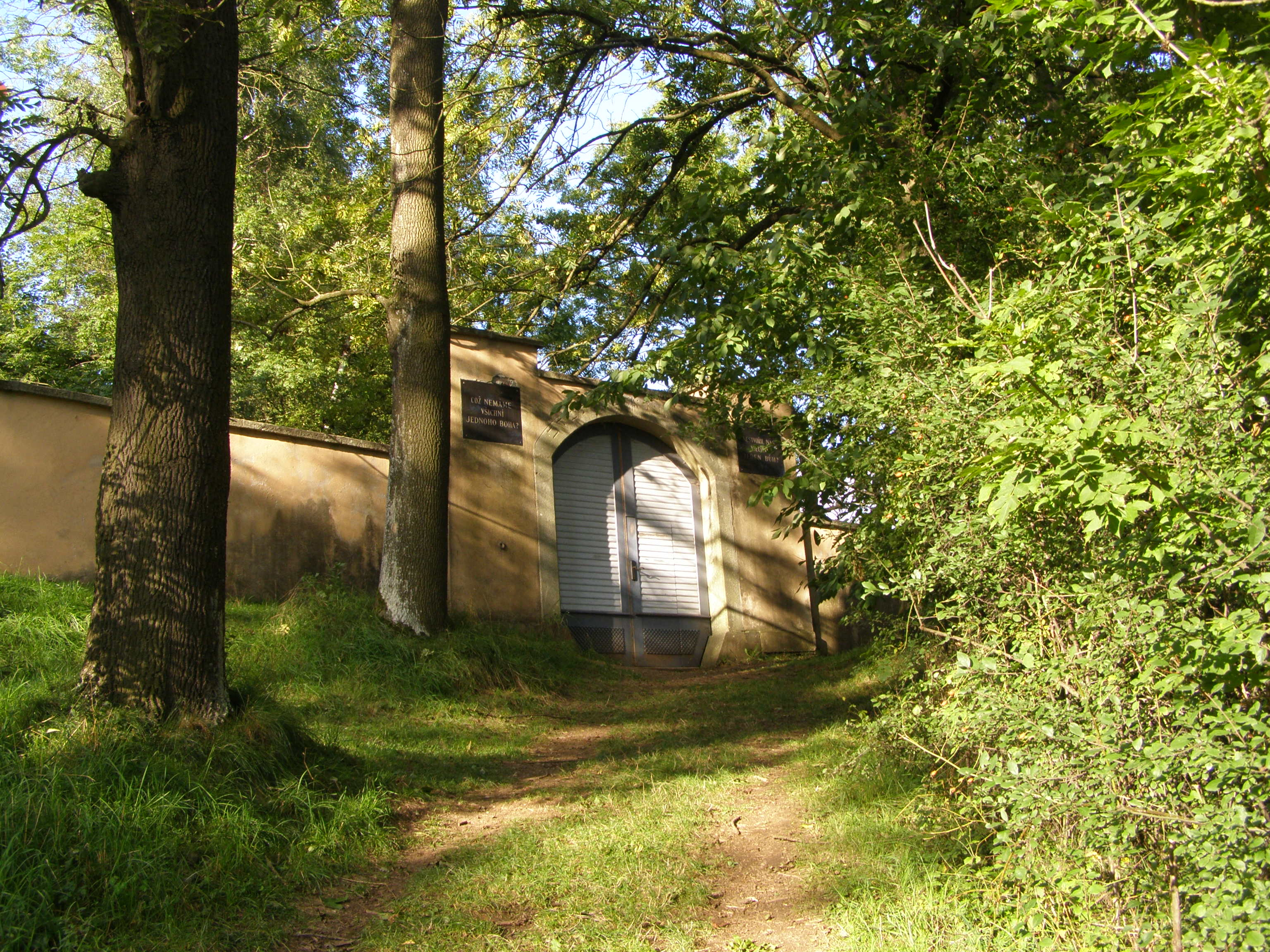
Eingang zum jüdischen Friedhof in Telč

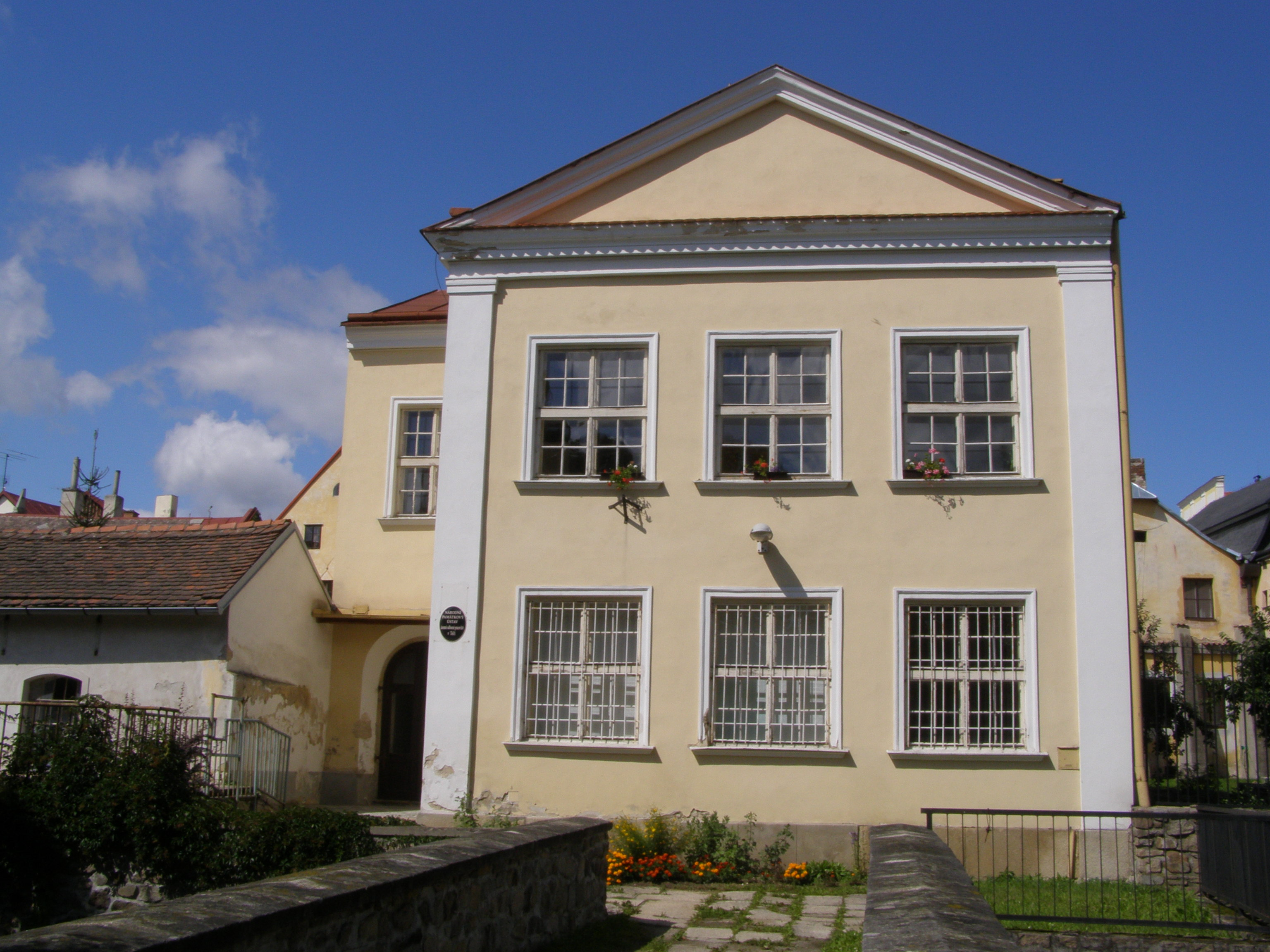
Ehemalige Synagoge in Telč, heute Wohnhaus

Die Jüdische Gemeinde in Telč (deutsch Teltsch), einer tschechischen Stadt im Okres Jihlava der Region Vysočina, entstand ab dem 16. Jahrhundert.

## Geschichte
Die erstmalige Erwähnung von Juden in Telč ist im Jahr 1580 überliefert. Zu Beginn des 17. Jahrhunderts lebten hier vier Familien, um 1690 waren es bereits elf Familien. Seit Beginn des 18. Jahrhunderts wohnten sie wie in einem Ghetto in der Judengasse.
Die jüdische Gemeinde in Telč, eine der kleinsten in Südmähren, hatte um 1910 circa 100 Mitglieder.
Am 15. Mai 1942 wurden alle 67 Juden aus Telč in das Konzentrationslager Theresienstadt deportiert.

## Gemeindeentwicklung
| Jahr    | Juden                             |
| ------- | --------------------------------- |
| um 1600 | 4 Familien                        |
| 1670    | 6 Familien                        |
| 1691    | 11 Familien                       |
| 1840    | 73 Personen (bei 3405 Einwohnern) |
| 1921    | 93 Personen                       |
| 1942    | 67 Personen                       |